# Percy Robert Craft
Percy Robert Craft (* 1856 in Kent; † 1934) war ein englischer Landschafts- und Genremaler des Spätimpressionismus und ein Vertreter der Newlyn School, einer Künstlerkolonie des späten 19. und frühen 20. Jahrhunderts.

## Leben und Werk

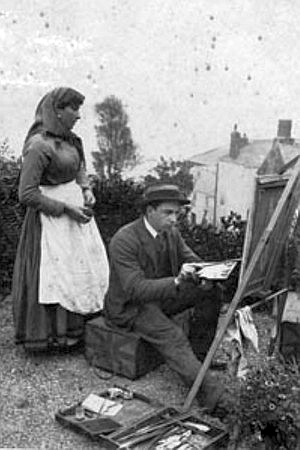
Percy Robert Craft

Percy Robert Craft erhielt in seiner Kindheit und Jugend Privatunterricht. Als junger Mann besuchte er wie auch Thomas Cooper Gotch und Albert Chevallier Tayler erst Heatherley’s Art School und anschließend die Slade School of Fine Art in London. Allerdings führten ihn seine Kunststudien im Gegensatz zu seinen späteren Künstlerkollegen offenbar nicht nach Antwerpen oder Paris, sondern er blieb in England, wo er bald heiratete. 1885 ließ er sich zusammen mit seiner Frau in Newlyn in Cornwall nieder, wo sich seit 1882 schon andere Maler wie Walter Langley und Stanhope Forbes angesiedelt hatten. Es hatte sich eine Künstlerkolonie gebildet, die unter dem Namen Newlyn School bekannt wurde. Craft wohnte in dieser Zeit zusammen mit Stanhope Forbes im selben Haus. 
Craft war ein exzellenter Schauspieler und Sänger, er dichtete und komponierte, so dass er bald zum Organisator und Direktor der informellen Newlyn Artists' Dramatic Society wurde. Obwohl Craft auch bei der Royal Academy of Arts ausstellte, konnte er seine Gemälde oftmals nicht verkaufen. Craft war wie auch Thomas Cooper Gotch bei der Einrichtung der Newlyn Industrial Classes beteiligt, in denen Kunsthandwerk unterrichtet wurde. Percy Craft und seine Frau verließen Newlyn Mitte der 1890er Jahre und zogen nach London. Dort war Craft regelmäßig mit der Organisation von Ausstellungen der Royal British Colonial Society of Artists beschäftigt, die Thomas Cooper Gotch gegründet hatte und in der viele Künstler aus Newlyn Mitglied waren. 